# Acanthorus
Acanthorus is een monotypisch geslacht van schimmels dat behoort tot de familie Capnodiaceae. Het bevat alleen de soort Acanthorus maranhensis.